# Paul Lange (Kanute)
Paul Lange (* 6. Februar 1931 in Oberhausen; † 15. März 2016 ebenda) war ein deutscher Kanute. Er wurde 1960 in Rom Olympiasieger.

## Leben
Der ausgebildete Maurer startete für die Turnerschaft Sterkrade 1869 im Kanurennsport. 1957 gehörte Lange zur (west-)deutschen 4 × 500-Meter-Staffel im Einer-Kajak und gewann bei den Europameisterschaften in Gent Silber. 1958 wurde er (West-)Deutscher Meister im Einer-Kajak auf der 500-Meter-Strecke. Bei der Weltmeisterschaft 1958 errang er gemeinsam mit Meinrad Miltenberger, Fritz Briel und Helmut Herz Gold mit der Staffel und mit Meinrad Miltenberger Bronze im Zweier-Kajak. 1959 wurde Lange Europameister mit der Staffel.
1960 gewann Lange seinen zweiten (West-)Deutschen Meistertitel im Einerkajak über 500 Meter. Für die Olympischen Spiele 1960 auf dem Albaner See wurden für die Staffel mit Friedhelm Wentzke und Paul Lange zwei Kanuten aus der Bundesrepublik und mit Günter Perleberg und Dieter Krause zwei Kanuten aus der DDR gemeldet. Die Staffel gewann Gold und war damit das erfolgreichste gesamtdeutsche Team. 1961 wurde Lange mit der Staffel erneut Europameister.
Lange ist der bislang einzige Olympiasieger aus Oberhausen.